# Eupterote immutata
Eupterote immutata är en fjärilsart som beskrevs av Moore 1884. Eupterote immutata ingår i släktet Eupterote och familjen Eupterotidae. Inga underarter finns listade i Catalogue of Life.